# Youth (álbum de BTS)
Youth é o segundo álbum de estúdio japonês do grupo sul-coreano BTS. Ele foi lançado em 7 de setembro de 2016, sendo composto por 13 faixas.

## Edições
Ambas as versões têm a lista completa de músicas e vem com um photocard com todos os álbuns da primeira edição.
- Álbum + Edição com DVD (PCCA-4434): Esta edição vem com um DVD contendo os videosclipes de "For You", "I Need You (Japanese version)", e "Run (Japanese version)".
- Edição regular (PCCA-4435): N/A

## Desempenho Comercial
O álbum vendeu 44.547 no primeiro dia de seu lançamento, e ficou em 1º lugar no chart Oricon Daily Album Chart. O álbum acabou sendo certificado como Ouro, com mais de 100.000 vendas no Japão.

## Lista de músicas
| N.º            | Título                                           | Letras                                                                                                 | Produtor               | Duração |  |
| 1.             | "Introduction: Youth"                            | Ryuja RM Hitman Bang Pdogg Suga Kim Tae-hyung Jeon Jung-kook J-Hope UTA HIRO Bouther Su Devine-Channel | Ryuja                  | 2:18    |  |
| 2.             | "Run" (Versão japonesa)                          | Pdogg Hitman Bang RM SUGA Kim Tae-hyung Jeon Jung-kook J-hope                                          | Pdogg                  | 3:57    |  |
| 3.             | "Fire" (Versão japonesa)                         | Pdogg Hitman Bang RM SUGA Devine-Channel                                                               | Pdogg                  | 3:25    |  |
| 4.             | "Dope" (超ヤベー versão japonesa)                | Pdogg Ear Attack Hitman Bang RM SUGA J-hope                                                            | Pdogg                  | 4:01    |  |
| 5.             | "Good Day"                                       | Matt Cab Ryuja SUGA J-hope RM                                                                          | Matt Cab Ryuja         | 4:27    |  |
| 6.             | "Save Me" (Versão japonesa)                      | Pdogg Ray Michael Djan Jr Ashton Foster Samantha Harper RM SUGA J-hope                                 | Pdogg                  | 3:19    |  |
| 7.             | "フンタン少年団" (Boyz with Fun versão japonesa) | SUGA Pdogg Hitman Bang RM J-hope Kim Seok-jin Park Ji-min Kim Tae-hyung                                | SUGA Pdogg             | 4:05    |  |
| 8.             | "ペップセ" (Baepsae versão japonesa)             | Pdogg Supreme Boi RM Slow Rabbit                                                                       | Pdogg                  | 3:56    |  |
| 9.             | "Wishing on a star"                              | Matt Cab Williie Weeks Daisuke RM SUGA J-hope                                                          | Matt Cab Williie Weeks | 4:31    |  |
| 10.            | "Butterfly" (Versão japonesa)                    | Hitman Bang Slow Rabbit Pdogg Brother Su RM SUGA J-hope                                                | Pdogg                  | 4:00    |  |
| 11.            | "For You"                                        | UTA HIRO RM SUGA J-hope Pdogg                                                                          | Pdogg                  | 4:44    |  |
| 12.            | "I Need U" (Versão japonesa)                     | Pdogg Hitman Bang RM SUGA J-hope Brother Su                                                            | Pdogg                  | 3:32    |  |
| 13.            | "EPILOGUE: Young Forever" (Versão japonesa)      | Slow Rabbit RM Hitman Bang SUGA J-hope                                                                 | RM Slow Rabbit         | 2:53    |  |
| Duração total: | Duração total:                                   | Duração total:                                                                                         | Duração total:         | 49:04   |  |

| DVD |                                                                        |         |  |
| N.º | Título                                                                 | Duração |  |
| 1.  | "For You" (Music Video)                                                |         |  |
| 2.  | "For You"                                                              | 4:16    |  |
| 3.  | "I Need U" ((Japanese Ver.) -Music Video-)                             | 3:56    |  |
| 4.  | "I Need U" ((Japanese Ver.) (Behind the Scene) -Music Video Shooting-) | 4:05    |  |
| 5.  | "Run" ((Japanese Ver.) -Music Video-)                                  | 3:50    |  |
| 6.  | "Run" ((Japanese Ver.) (Behind the Scene) -Music Video Shooting-)      |         |  |

## Charts
| Chart                           | Posição |
| ------------------------------- | ------- |
| Japan Oricon Daily Album Chart  | 1       |
| Japan Oricon Weekly Album Chart | 1       |

## Vendas e certificações
| Chart              | Vendas         |
| ------------------ | -------------- |
| Japan Oricon sales | 87,067         |
| Japan RIAJ sales   | 100,000 (Ouro) |

## Histórico de lançamento
| País  | Data                  | Formato              | Gravadora   |
| ----- | --------------------- | -------------------- | ----------- |
| Japão | 7 de setembro de 2016 | CD, Download Digital | Pony Canyon |